# Commisso
La Ndrine Commisso est un puissant clan de la mafia calabraise, la 'Ndrangheta. Cette Ndrine est basée principalement à Siderno mais à une branche importante dans la région du grand Toronto.